# バナナTV
『バナナTV』（バナナティービー）は、2011年12月17日からテレ朝動画やYouTubeで無料配信されているバラエティ番組である。
配信期間中は毎週月曜日と金曜日に更新される。

## 概要
バナナマンが世界中を旅して各国の文化やエンターテインメントシーンを肌で学び、「世界に通用するエンタテイナー」を目指す。
現地のエンターテインメントに挑む日村勇紀の姿を主軸に、食事シーンや買い物シーンなどをふんだんに織り込んだ構成となっている。

### 出演者
- バナナマン（設楽統・日村勇紀）

### スタッフ
- 宮本博行
- 山本康太
- 浜田吉識
- 芳川和也
- 鹿谷忠弘

### テーマソング
『明日（アース）に向って』作詞・作曲：日村勇紀

## 番組内容
2018年5月現在、第5回「LA編」以降の動画が視聴可能である。
| 各話   | タイトル           | テーマ                                | 第1話配信開始日 | 話数（動画数） | 出来事・備考                                                         | 車内でのつなぎ飯                |
| ------ | ------------------ | ------------------------------------- | --------------- | -------------- | -------------------------------------------------------------------- | ------------------------------- |
| 第1回  | 韓国編             | 韓国ドラマに出演                      | 2011年12月17日  | 全11話         | （2013年5月24日配信終了）                                            |                                 |
| 第2回  | ハワイ編           | ファイヤーダンスショーに出演          | 2012年4月16日   | 全14話         | ココナッツバッグの原点 （2014年5月31日配信終了）                     |                                 |
| 第3回  | パリ編             | 歴史あるキャバレーでショーに出演      | 2012年6月22日   | 全15話(45本)   | ベレー帽を購入、以降日村は全編のロケで着用 （2014年5月31日配信終了） |                                 |
| 第4回  | グアム編           | マジックショーに挑戦                  | 2012年11月30日  | 全10話(30本)   | シャワー兄弟誕生 （2014年5月31日配信終了）                           |                                 |
| 特別編 | 特別編inコロンビア | ※欄外参照                             | ※欄外参照       | ※欄外参照      | （配信終了）                                                         |                                 |
| 特別編 | 沖縄編             | DVD発売記念イベント＆日村癒しの旅     | 2013年3月1日    | 全12話         | （2014年5月31日配信終了）                                            |                                 |
| 第5回  | LA編               | ハリウッドで映画オーディションに挑戦  | 2013年5月24日   | 全13話(39本)   | ハッピーバースデー仮面初登場                                         |                                 |
| 第6回  | タイ・バンコク編   | 本場のニューハーフショーに出演        | 2013年8月5日    | 全12話(36本)   | ファーストクラスでのフライト                                         |                                 |
| 第7回  | サイパン編         | 番組テーマソング制作＆PV撮影          | 2013年12月2日   | 全14話(42本)   | 『明日（アース）に向って』が生まれる                                 |                                 |
| 第8回  | ハワイ編 Part2     | ファイヤーダンスリベンジ              | 2014年2月21日   | 全17話(51本)   | Eggs'n Thingsにてキャップ購入、以降設楽は全編のロケで着用            | レナーズのマラサダ              |
| 第9回  | ハワイ編 The FINAL | ファイヤーダンスファイナルリベンジ    | 2014年6月6日    | 全17話(51本)   | 乾杯ギャグ「日村さんに乾杯の挨拶をしてもらいたいと思いまーす」誕生   | モチコチキン                    |
| 第10回 | 台湾編             | イマドキ女子のビューティー旅          | 2014年8月25日   | 全15話(45本)   | 乾杯ギャグ「小さくルネッサンス、大きくルネッサンス」誕生             | イカ団子 杏仁ジュース           |
| 第11回 | LAS VEGAS編        | エンターテイナーの夏休み              | 2014年11月7日   | 全17話(51本)   |                                                                      | イカ飯                          |
| 第12回 | オーストラリア編   | 拝啓設楽さま、ビデオレターをアナタへ… | 2015年1月30日   | 全18話(54本)   | 国際映画祭参加記念 ※オーストラリアに赴いたのは日村のみ               | カツサンド                      |
| 番外編 | さいたまっち編     | 新コバトン制作プロジェクト            | 2015年3月4日    | 全3話(9本)     | ※秩父での収録には設楽のみ参加 （配信終了）                           |                                 |
| 第13回 | guam編             | オジサンたちの女子ウケguam            | 2015年4月17日   | 全16話(48本)   | ホテルのベッドでコケるギャグが生まれる                               | きんこ芋チョコレート            |
| 第14回 | Hong Kong編        | 元気、陽気、日村勇紀!!                | 2015年7月3日    | 全16話(48本)   |                                                                      | うなぎの棒寿司 牛肉の棒寿司     |
| 第15回 | 沖縄編             | 日村マスク VS グルクンマスク          | 2015年9月11日   | 全15話(45本)   |                                                                      | おにぎらず バクダンおにぎり     |
| 第16回 | HAWAII編 The BEST  | 「I♡HAWAII」をヒューマンレターで作る  | 2015年11月27日  | 全16話(48本)   | 88TEESとバナナTVのコラボTシャツの存在が明かされた                    | いやす夢のおにぎり モチコチキン |
| 特別編 | Forever            | 番組休止の発表                        | 2016年8月18日   | 全6話(18本)    |                                                                      |                                 |

※特別編inコロンビア（2012年12月28日、テレビ朝日）
- 出演：バナナマン、狩野英孝
- バナナマンの指令を受けた狩野が1人でコロンビアに飛び、奮闘する。
- DVD発売を記念し、『バナナTV』が初めて地上波で放送された（その後、テレビ未公開の映像を加えた「完全版」をテレ朝動画で期間限定配信した）。

## エピソード
- 番組では車内でバナナマンの小腹を満たす「つなぎ飯」が度々登場する。
- 「韓国編」ではコンビニで度々ブラックコーヒーを買おうとするも、見た目によらず全て砂糖が入っていて甘かった。
- 「パリ編」でショーに出演する日村を応援するため設楽が贈った光るエッフェル塔の置物を、日村は『笑っていいとも!』の視聴者プレゼントの賞品として提供してしまった。
- 「LA編」では気温が低い中、日村が浜辺で走り回ったため、最後の方には風邪を引いてしまい声がガラガラになっていた。
- 「タイ・バンコク編」では設楽が屋台苦手を発揮。のちに「Forever」にて朝食の料理に長いビニール紐が混入していたことが明かされ、そこから「ハワイ以外でのプラスチックの皿NG」となった。
- 「タイ・バンコク編」にて宮本が朝食とお寺の順番を間違えた。さらに朝食で日村の椅子が突然壊れるハプニングが起きた。
- 「LAS VEGAS編」では日村の痔が爆発していたとロケ後にラジオで語っていた。
- 「オーストラリア編」ではUFOを目撃した。
- 「Hong Kong編」の昼食の場所が以前バナナマンが『バナナ炎』で訪れた場所であり、宮本が知らずにブッキングするという事態が起きた。
- 設楽曰く、振り返ってみたとき「LAS VEGAS編」のテンションが異常に高い。
- 恒例になっているシャワーシーンは、プロデューサー曰く「女性には不評」。
- TBSラジオ「JUNK」のプロデューサーである宮嵜守史も「シャワー兄弟」として度々登場している。
- 2013年1月27日に「DVD発売記念イベントin那覇」が行われた。
- バナナマンの2人が番組内で段階的に考案していた埼玉県の新マスコットキャラクター「さいたまっち」が、2014年の埼玉県民の日（11月14日）にお披露目された[4][5]。デザインには「台湾編」に登場した占い師のアドバイスも取り入れられている。
- 2015年6月28日、サンエー那覇メインプレイスにてDVD発売記念イベントが開催された。
- 日村の退院直後のロケである「サイパン編」では、日村に食事制限が設けられた。
- バナナマンから「泊まる場所と飯はハズレがない番組」と言われているが「移動や活動は相当ハード」だという。

## 関連商品

### DVD
全タイトル2枚組。ネット未配信映像も収録されているため「完全版」としている。
1. バナナTV ～韓国編～【完全版】（2013年1月16日）
2. バナナTV ～ハワイ編～【完全版】（2013年1月16日）
3. バナナTV ～パリ編～【完全版】（2013年1月16日）
4. バナナTV ～グアム編～【完全版】（2013年10月30日） - 特典映像：「幻の韓国編」前編
5. バナナTV ～LA編～【完全版】（2013年10月30日） - 特典映像：「幻の韓国編」後編
6. バナナTV ～タイ・バンコク編～【完全版】（2014年7月30日） - 特典映像：伝説のコロンビア編 完全版【前編】
7. バナナTV ～サイパン編～【完全版】（2014年7月30日） - 特典映像：伝説のコロンビア編 完全版【後編】
8. バナナTV ～ハワイ編 Part2～【完全版】（2014年7月30日） - 特典映像：バナナTV スペシャルイベント【完全版】
9. バナナTV 〜ハワイ編 TheFINAL〜【完全版】（2015年6月24日） - 特典映像：「沖縄編」前編
10. バナナTV 〜台湾編〜【完全版】（2015年6月24日） - 特典映像：「沖縄編」後編

- 封入特典：バナナTVステッカー（韓国編のみ、バナナTVパスポート風ノート&ステッカー）
- 発売元：テレビ朝日 / 販売元：アニプレックス
- 第1弾DVD（韓国編、ハワイ編、パリ編）の初回盤3巻購入者を対象に、特典DVD『バナナマンのスカイダイビング IN ハワイ』が応募者全員にプレゼントされた。
- 第2弾DVD（グアム編、LA編）の初回盤2巻購入者には「幻の韓国編」でバナナマンが購入した韓国土産などが抽選でプレゼントされた。
- 第3弾DVD3巻（タイ・バンコク編、サイパン編、ハワイ編 Part2）と限定デザインのTシャツをセットにした特別仕様版がテレアサグッズONLINE（Ropp!ng）限定で販売された。
- 第4弾DVD2巻（ハワイ編 TheFINAL、台湾編）と限定デザインのTシャツをセットにした特別仕様版がテレアサグッズONLINE限定で発売された。

### オリジナルグッズ
- Tシャツ（I banana TV・banana TV・ゆるT・バナナTVくん・ハワイアンファイヤーダンス 設楽ver.・ハワイアンファイヤーダンス 日村ver.・ハーッピーバースデー仮面・ココナッツバッグ・ラメ・BNN・ゆるT ver.2・マスクマンver.・ぺちゃウサギver.）
- ボールペン
- くつ下（メンズ/レディース）
- ふせん
- ステッカー
- 缶バッジ
- iPhone 5ケース
- トランプ
- 巾着

### コラボ商品
ローソンとのコラボレーションで、設楽プロデュースの番組オリジナルスイーツが期間限定で販売された。
- 第1弾「アサイーロウル」（2014年2月25日発売）
  - ローソンの人気商品「プレミアム ロールケーキ」とアサイーボウルを合体させたようなスイーツ。ハワイをイメージした豪華なデコレーションが特徴。
  - ハワイ編 Part2収録中に訪れた現地のローソンでの思いつきが発端となり、帰国後に商品化が実現した。
- 第2弾「バナナスイーツ」（2014年7月29日発売）
  - バナナの皮をイメージした薄いスポンジ生地でバナナをまるごと一本包んだ、本物のバナナのような見た目のスイーツ。